# Elizabeth Gillies
Elizabeth Egan Gillies (26 juli 1993) is een Amerikaans actrice, zangeres en danseres.
Ze kreeg bekendheid met haar rol als Lucy in de Broadway-musical 13. Daarnaast vertolkte Gillies in de televisieserie Victorious de rol van Jade West.  Ook speelt ze de hoofdrol in de serie Dynasty, haar personage heet Fallon Carrington.

## Carrière

### Acteren
Elizabeth Gillies begon haar acteercarrière op twaalfjarige leeftijd, toen ze auditie deed voor commercials voor bedrijven zoals Virgin Mobile Ze kreeg rollen in The Black Donnellys en Locker 514, en dit was het begin van haar doorbraak. Ze werd gecast voor de film Harold.
In de zomer van 2008 werd Gillies gecast voor de rol van Lucy in een Goodspeed Production van Jason Robert Brown in de musical 13. Deze musical vertelde het verhaal van verschillende tieners die opgroeide in de puberteit. Later dat jaar, werd de musical 13 verplaatst naar Broadway. Hierdoor was 13 de eerste Broadway-productie waarvan de gehele cast bestond uit tieners.
Gillies kreeg een hoofdrol in de Nickelodeon sitcom Victorious als Jade West, de antagonist en vriendin/vijand van hoofdpersonage Tori Vega. Deze serie begon op 27 maart 2010 en eindigde op 2 februari 2013. Gillies sprak van 2012 tot en met 2015 ook de stem in van Daphne in de geanimeerde televisieshow Winx Club. Hierbij zong ze voor het programma onder meer het nummer We Are Believix in.

## Filmografie
| Jaar | Titel                            | Rol              | Opmerking             |
| ---- | -------------------------------- | ---------------- | --------------------- |
| 2008 | Harold                           | Evelyn Taylor    | Ondersteunende rol    |
| 2008 | The Clique                       | Shelby Wexler    | Kleine rol            |
| 2011 | The Death and Return of Superman | Eradicator Folks | YouTube "Short Movie" |
| 2014 | Animal                           | Mandy            | In productie          |

| Jaar      | Titel               | Rol               | Opmerking                                         |
| --------- | ------------------- | ----------------- | ------------------------------------------------- |
| 2007      | The Black Donnellys | Jonge Jenny       |                                                   |
| 2007      | Locker 514          | Trinnie           |                                                   |
| 2010-2013 | Victorious          | Jade West         | Hoofdrol                                          |
| 2011      | iCarly              | Jade West         | Aflevering: "iParty with Victorious"              |
| 2012–2015 | Winx Club           | Princess Daphne   | Stemrol                                           |
| 2011      | Big Time Rush       | Heather Fox       | Aflevering: "Big Time Secret"                     |
| 2011      | BrainSurge          | Zichzelf          | Deelnemer                                         |
| 2012      | White Collar        | Chloe Woods       | Aflevering: "Upper West Side Story"               |
| 2012      | Figure It Out       | Zichzelf          | 7 Afleveringen                                    |
| 2013      | The Exes            | Tracy Cooper      | Aflevering: Prelude To A Kiss                     |
| 2013      | Sam & Cat           | Jade West         | Aflevering : The Great Tuna Jump: Reunion Special |
| 2017-2022 | Dynasty             | Fallon Carrington | Hoofdrol                                          |

| Jaar      | Show | Rol  | Opmerking               |
| --------- | ---- | ---- | ----------------------- |
| 2008-2009 | 13   | Lucy | Originele Broadway-cast |